# Buteo ridgwayi
Buteo ridgwayi е вид птица от семейство Ястребови (Accipitridae). Видът е критично застрашен от изчезване.

## Разпространение
Видът е разпространен в Доминиканската република.